# Grand lac des Îles
Grand lac des Îles är en sjö i Kanada.   Den ligger i regionen Lanaudière och provinsen Québec, i den sydöstra delen av landet, 220 km nordost om huvudstaden Ottawa. Grand lac des Îles ligger 384 meter över havet. Arean är 0,29 kvadratkilometer. Den ligger vid sjöarna  Lac de la Squaw och Lac Henri. Den sträcker sig 4,4 kilometer i nord-sydlig riktning, och 0,1 kilometer i öst-västlig riktning.
I omgivningarna runt Grand lac des Îles växer i huvudsak blandskog. Trakten runt Grand lac des Îles är nära nog obefolkad, med mindre än två invånare per kvadratkilometer.